# Louis de Launay
Pour les articles homonymes, voir Launay.
Louis Auguste Alphonse de Launay, né le 19 juillet 1860 à Paris 9e et mort à Paris 7e le 30 juin 1938, est un géologue et spéléologue français, spécialiste des gîtes minéraux. C'est aussi un écrivain, biographe et poète.

## Biographie

### Jeunesse et études
Louis de Launay est le fils du photographe Alphonse de Launay. Sa sœur Aline a épousé le spéléologue Édouard-Alfred Martel. 
Il effectue ses études secondaires au lycée Condorcet. Il sort classé 3e de Polytechnique puis entre à l'École des mines de Paris en 1881. Il est très vite passionné par les sciences de la Terre. 

### Parcours professionnel
D'abord nommé ingénieur des mines à Moulins (1885), puis à Dijon (1889), il est nommé la même année professeur à l'École nationale supérieure des mines de Paris, à laquelle il reste attaché jusqu'à sa retraite, et où il se fait remarquer comme inventeur de la métallogénie.
En 1895, la Banque française d'Afrique du Sud l'embauche comme ingénieur-conseil, en pleine spéculation boursière sur le gisement d'or sud-africain. Il publie l'année suivante un livre très complet, Les Mines d'or du Transvaal (1896), suivi d'un autre sur les mines de diamant (Les Diamants du Cap, 1897). La société va fusionner avec une autre en 1901, mais Louis de Launay  poursuit ses travaux sur le sujet, dont il devient un spécialiste. Très optimiste, il déclare en 1907 que la production de l’or en Afrique du Sud va « atteindre un maximum peut-être difficile à retrouver dans la suite », mais il constatera que le « prodigieux développement de l'Afrique du Sud » s'est poursuivi « surtout depuis 1918, où l'on a marché à pas de géant ».
En parallèle de son poste à l'École nationale supérieure des mines de Paris, il occupe d'autres fonctions, notamment dans la propagande franco-espagnole (1920), la présidence de la Compagnie des mines de la Grand'Combe (1920) et la direction de la carte géologique de France (1931). En 1889, il succède à Alfred Fuchs à la chaire de géologie appliquée de l'École des mines, qu'il occupe jusqu'en 1935. Il est aussi professeur de géologie, minéralogie et paléontologie à l'École nationale des ponts et chaussées. Professeur à l'École des sciences politiques, il donne un cours sur l'utilisation des matières premières. Eugène Raguin lui succède en 1935 à la fois comme professeur à l'École des mines et à l'École des ponts et chaussées.
Son domaine scientifique de prédilection est l'étude des gisements métallifères, et notamment les gisements d'or, dont il essaie de déterminer la genèse, la tectonique, la répartition. Il s'intéresse aussi aux mines de diamant africaines.
Comme historien des sciences, il a fait faire des progrès majeurs aux biographies d'André-Marie Ampère, des Brongniart et de Gaspard Monge. Il a aussi écrit quelques romans et composé, de 1885 à 1937, des poèmes attachants utilisant des mots simples et des vers courts. Il est directeur de la revue La Nature de 1904 à 1919. Catholique pratiquant, grand ami de Pierre Termier, il s'intéresse à l'avenir du christianisme.
En 1912, il est élu membre de l'Académie des sciences. En 1921, il devient membre de l'Académie d'agriculture. En 1931, il est nommé inspecteur général des mines de 1re classe et commandeur de la Légion d'honneur.
Il avait épousé en 1896 Marguerite Cornu, fille du physicien Alfred Cornu. Le couple eut trois enfants : Pierre, né en 1897 et mort le 23 avril 1917 aux commandes de son appareil ; Antoinette, née en 1899 qui épousa Pierre-Eugène Fournier ; et Solange, née en 1901 qui épousa Jacques Renouard.
Il est inhumé au cimetière du Père Lachaise.

## Publications
- Les mines d'or du Transvaal : étude géographique et historique, organisation des sociétés minières, étude géologique, exploitation des gisements, traitement des minerais, résultats économiques, Paris, Baudry, 1896 [lire en ligne]
- L'histoire de la Terre (Flammarion, Bibliothèque de philosophie scientifique, 1906).
- L'Or dans le monde (Colin, 1907).
- La Conquête minérale (Flammarion, Bibliothèque de philosophie scientifique, 1908). Sur LillOnum.
- Qualités à acquérir (Payot, 1918).
- France-Allemagne (Colin, 1917).
- Problèmes économiques d'après-guerre (Colin, 1919).
- La Technique industrielle (Béranger, 1930).
- La Fin d'un monde et le monde nouveau (Courrier politique et littéraire, 1933).
- Une Famille de la Bourgeoisie parisienne pendant la Révolution (Perrin, 1922).
- Le grand Ampère (Perrin, 1924).
- Un Amoureux de Mme Récamier. Le journal de J.-J. Ampère (Desclée de Brouwer, 1927).
- Monge (Roger, 1933).
- Correspondance du grand Ampère (Gauthier-Villars, 1936).
- Lettres inédites de Claude-Julien Bredin (Acad. de Lyon, 1936).
- Une grande famille de savants : « Les Brongniart » (Rapilly, 1940).
- La science géologique : ses méthodes, ses résultats, ses problèmes, son histoire, Paris, Colin, 1905
- Histoire de la terre (Flammarion, 1907).
- Descartes (Payot, 1923).
- Le Christianisme (Payot, 1925).
- L'Église et la Science (Bernard Grasset, 1936).
- Formation des gîtes métallifères (Gauthier-Villars, 1892).
- L'argent : géologie, métallurgie, rôle économique (Baillière, 1895).
- Recherche, captage et aménagement des sources thermo-minérales : origine des eaux thermo-minérales, géologie, propriétés physiques et chimiques : cours professé à l'École supérieure des mines, Paris, Baudry, 1899 [lire en ligne]
- Géologie pratique et Petit dictionnaire technique des termes géologiques les plus usuels : applications de la géologie à l'art de l'ingénieur, à l'agriculture, à la recherche des eaux naturelles ou thermales, à l'évacuation des eaux contaminées, à l'hygiène publique, à la découverte et mise en valeur des minerais, combustibles et produits minéraux divers, à la topographie, etc., Paris, A. Colin, 1901 [lire en ligne]
- Les richesses minérales de l'Afrique : l'or, les métaux le diamant, les phosphates, le sel, les combustibles, les sources thermales, etc. : Algérie et Tunisie-Égypte-Abyssinie-Soudan-Côte d'Or-Transvaal-Rhodésia-Afrique Centrale-Madagascar, etc., Paris, C. Baudry, 1903 [lire en ligne]
- La géologie et les richesses minérales de l'Asie : historique, industrie, production, avenir, métallogénie : Sibérie, Oural, Caucase, Turkestan, Mer Égée, Asie Mineure, Perse, Inde, Insulinde, Indo-Chine, Chine, Paris, C. Béranger, 1911 [lire en ligne]
- Traité de métallogénie : gîtes minéraux et métallifères : gisements, recherche, production et commerce des minéraux utiles et minerais, description des principales mines (3 volumes), Paris, C. Béranger, 1913 lire en ligne à partir du premier volume
- Où en est la géologie?, Paris, Gauthier-Villars, 1921 [lire en ligne]
- Géologie de la France, Paris, Colin, 1921 [lire en ligne]
- Cours des Ponts et Chaussées (Baillière, 1922).
- La Terre, sa structure et son passé, Paris, Payot, 1925 [lire en ligne]
- La Vie des montagnes (Fayard, 1926).
- Cours de géologie appliquée à l'École des Mines, Liège, Béranger, 1933 [lire en ligne]
- Chez les Grecs de Turquie (Rieder, 1897).
- La Bulgarie d'hier et de demain (Hachette, 1907).
- La Turquie que l'on voit (Hachette, 1913).
- L'Envers d'un crime (Dentu, 1889).
- Les Fumées de l'encens (Dunod, 1925).
- Les Entretiens d'Ahasvérus (Courrier politique et littéraire, 1938).
- Cours de géologie appliquée, 1920 (lire en ligne)
- Les diamants du Cap : historique, organisation financière et commerciale : géologie, mode d'exploitation et de traitement, comparaison avec les gisements du Brésil, de l'Inde, de Bornéo et d'Australie, Paris, Baudry, 1897 (lire en ligne)
- Edmond Fuchs et Louis de Launay, Traité des gîtes minéraux et métallifères : recherche, étude et conditions d'exploitation des minéraux utiles, description des principales mines connues, usages et statistique des métaux : cours de géologie appliquée de l'École supérieur des mines, t. 1 et 2, Librairie polytechnique Baudry et Cie éditeur (lire en ligne)